# 前11千纪
前11千纪（公元前11000年至公元前10000年）是旧石器时代晚期的最后一个千年。由于年代久远，具体事件难以精确定位，相关日期主要依靠地质学、人类学和放射性碳定年法推测。
地质学上，这一千年属于更新世末期。Bølling–Allerød间冰期结束后地球进入新仙女木期，经历全新世前最后一个冷期。
人类已掌握海上航行技术，遍布于除南极洲以外的所有大陆，并逐渐从狩猎采集过渡到农业。

## 事件
约前11000年，德国萊茵蘭-普法茲地区的拉赫湖火山爆发。
约前10900年，北半球突然开始降温（新仙女木事件）。
欧洲处于马格德林文化时期（约前15,000年至前10,000年）。在法国发现约公元前11000年雕刻在鹿角上的野牛和在猛犸象牙上的驯鹿（Swimming Reindeer）。英格兰许多地区已经重新有人居住。
在中国发现了多处属于这一时期的旧石器时代晚期遗址，这些遗址分布在不同地区。
- 小南海洞穴遗址（约前23,000年至前11,000年，位于河南安阳）
- 仙人洞、吊桶环遗址（约前23,000年至前7,000年，位于江西上饶）
- 柿子滩遗址（约前18,000年至前8,000年，位于山西临汾）
- 虎头梁遗址群（包括于家沟遗址，约前12,000年至前6,000年，位于河北阳原）
- 籍箕滩遗址（约前10,000年，位于河北张家口）
- “兴义人”文化遗址群（包括猫猫洞遗址和张口洞遗址，约前10,000年，位于贵州兴义）

日本进入绳文时代，开始出现陶器，陶器上大多印有绳纹。琉球群岛则处于贝冢文化时期。
美洲处于克洛维斯文化时期（约前11,500年至前10,800年），克洛维斯人利用石制矛尖狩猎动物。随着新仙女木期气候变冷，克洛维斯文化被多个地方性文化取代，后续的文化（如福尔瑟姆文化）可能直接源自克洛维斯文化。
西亚处于纳图夫文化时期（约前13,000年至前9,500年）。纳图夫人在阿布·赫雷拉（今叙利亚上幼发拉底河谷）开始有意地种植谷物（黑麦）。